# Associazione Calcio Cesenatico 1983-1984
Questa voce raccoglie le informazioni riguardanti l'Associazione Calcio Cesenatico nelle competizioni ufficiali della stagione 1983-1984.

## Rosa
| N. |                   | Ruolo | Calciatore         |
| -- | ----------------- | ----- | ------------------ |
|    | Italia (bandiera) | A     | Mauro Babbi        |
|    | Italia (bandiera) | D     | Luca Burini        |
|    | Italia (bandiera) | C     | Claudio Casellato  |
|    | Italia (bandiera) | D     | Cristiano Cassiani |
|    | Italia (bandiera) | A     | Roberto Del Monte  |
|    | Italia (bandiera) | C     | Maurizio Galli     |
|    | Italia (bandiera) | C     | Marco Gambacorta   |
|    | Italia (bandiera) | C     | Davide Gardini     |
|    | Italia (bandiera) | P     | Alessio Gianfanti  |
|    | Italia (bandiera) | D     | Sergio Giovani     |
|    | Italia (bandiera) | D     | Carmelo Granata    |

| N. |                   | Ruolo | Calciatore        |
| -- | ----------------- | ----- | ----------------- |
|    | Italia (bandiera) | A     | Raffaele Greco    |
|    | Italia (bandiera) | C     | Renato Luchitta   |
|    | Italia (bandiera) | D     | Tiziano Molari    |
|    | Italia (bandiera) | D     | Moreno Mozzone    |
|    | Italia (bandiera) | P     | Moreno Orlandi    |
|    | Italia (bandiera) | P     | Mirko Piraccini   |
|    | Italia (bandiera) | C     | Riccardo Raffalli |
|    | Italia (bandiera) | D     | Claudio Ricci     |
|    | Italia (bandiera) | D     | Giancarlo Succi   |
|    | Italia (bandiera) | A     | Massimo Tosoni    |